# Чайлз, Лотон Мейнор
Лотон Мейнор Чайлз младший (англ. Lawton Mainor Chiles, Jr.; 3 апреля 1930 — 12 декабря 1998) — американский политик, 41-й губернатор штата Флорида с 8 января 1991 года до своей смерти 12 декабря 1998 года, ветеран Корейской войны, позже вернулся во Флориду, окончил юридическую школу и в 1955 году открыл свою собственную частную практику. Три года спустя Чайлз пришёл в политику с успешной заявкой в Палату представителей Флориды в 1958 году как кандидат от Демократической партии.
Прежде чем занять пост губернатора Флориды с 3 января 1979 года до 3 января 1989 года был сенатором США от штата Флорида.
К 1966 году Чайлз покинул Палату представителей Флориды чтобы баллотироваться в Сенат Флориды. Несмотря на проведённые 12 лет в Законодательном собрании Флориды, Чайлз был относительно неизвестным, когда он решил принять участие в выборах в Сенат США во Флориде в 1970 году, он устроил пешую прогулку на 1003 мили от Пенсаколы до Ки-Уэста для предвыборной кампании, что принесло ему прозвище «Walkin' Lawton» («Шагающий Лоутон»). Это принесло успех, и Чайлз победил своего соперника Вильяма Крамера 53,9 % против 46,1 % голосов. Чайлз ушел из Сената Соединенных Штатов и полностью из политики в 1989 году.
Тем не менее, сторонники убедили его баллотироваться на пост губернатора штата Флорида в 1990 году против непопулярного действующего Роерта Мартинеса, и Чайлзс победил Мартинеса с перевесом в 13 % голосов (56,5 % против 43,5 %). Во время своего первого срока на посту губернатора штата Флорида Лотон Чайлз внёс предложение реформы медицинской помощи в государстве и курировал действия по восстановлению последствий от урагана Эндрю в 1992 году. Чайлз столкнулся с жёсткой борьбой на выборах губернатора Флориды в 1994 году, его противником был Джеб Буш — бизнесмен и сын бывшего президента США Джорджа Буша старшего. Превосходство Чайлза составило менее 64 000 голосов избирателей. Во время своего второго срока Чайлз прославился реформами образования во Флориде. 12 декабря 1998 года он перенёс сердечный приступ и умер в резиденции губернатора Флориды, в результате чего вице-губернатор Кеннет Маккей исполнял обязанности губернатора оставшиеся 23 дня срока Чайлза.

## Ранние годы
Чайлз родился в Полке, около Лейкленда. Его мать Маргарет Кейт (урождённая Паттерсон), отец — Лоутон Майнор Чайлз.
Учился в государственной средней школе в Лейкленде, потом во Флоридском университете в Гейнсвилле, где принимал активное участие в студенческой политической жизни, в итоге включён в Зал славы Флоридского университета (самая престижная награда, которую может получить студен во Флоридском университете) и в общество Florida Blue Key.
Он был членом братства Альфа Тау Омега. Окончил университет в 1952 году. После университета Чайлз участвовал в Корейской войне в звании офицера-артиллериста армии Соединенных Штатов. После войны, Чайлз вернулся в университет Флориды в юридическую школу, которую окончил в 1955 году; в этом же году сдал государственный экзамен в том же году и ушёл в частную практику в Лейкленд. Женился на Рее Графтон.

## Начало карьеры
В 1958 году Чайлз, член Демократической партии, избран в Палату представителей штата Флорида. В этот штате до сих пор правила одна партия, так как большинство афроамериканцев были лишены гражданских прав по конституции и законам, принятым с начала этого века. Чайлз работал в Палате представителей Флориды до 1966 года, когда он был избран в Сенат штата, где он работал до 1970 года. Во время службы в Сенате Чайлз работал в Комиссии по пересмотру законом штата с 1968 года. Во время своего пребывания в законодательном собрании штата Чайлз продолжал работать в качестве юриста и застройщика в Лейкленде. Он был одним из первых инвесторов сети ресторанов Red Lobster. Он был членом Флоридского общества Сыновья Американской революции.

## Прогулка на 1003 мили

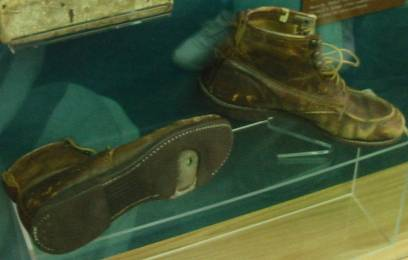
Ботинки Чайлза Лотона, выставленные в Капитолии штата Флориды

В 1970 году Чайлз решил баллотироваться в Сенат США. Несмотря на проведённые 12 лет в Законодательном собрании штата, он был совсем неизвестен за пределами округа, где находился Лейкленд. Для того, чтобы привлечь освещение средствами массовой информации и встретиться с людьми по всему штату, Чайлз приступил к 91-дневной прогулке длиной 1003 мили по Флориде от Пенсаколы до Ки-Уэста. Прогулка принесла ему то признание, которого он искал, а также прозвище, что следовало за ним на протяжении всей его политической карьеры — «Walking Lowton». В своем дневнике Чайлз писал, что иногда он ходил в одиночку, а иногда встречал обычных флоридцев по пути. В последующие годы Чайлз вспоминал, что прогулка позволила ему увидеть естественную красоту Флориды и посмотреть на проблемы штата свежим взглядом. Некоторые журналисты Флориды говорили, что участвовать в предвыборной кампании Чайлзу нравилось гораздо больше, чем собственно управлять штатом.

## Лотон против Крамера
В главной избирательной кампании Чайлз столкнулся с членом Палаты представителей США Уильямом К. Крамером из Сент-Питерсберга, первым республиканцем в Конгрессе Флориды после реконструкция Юга. Крамер выпускник юридического факультета Гарвардского университета заставил избирателей сомневаться в кандидатуре Чайлза как сенатора несколькими вопросами, например один закон повысил ставки ответственности владельцев транспортных средств на 50 % в течение двух лет, другой поднял страховые взносы за школьные автобусы, в то время как страховое агентство Чайлза в Лейкленде поддерживало политику школьного Совета округа Полк, но такой «конфликт интересов» оказал мало политического эффекта.
Крамер изображал Чайлза прибывшим с «серебряной ложкой» чистой стоимостью 300 000 долларов США, но средства массовой информации игнорировали вопросы достатка кандидатов. Вместо этого журналисты сосредоточились на прогулке Чайлза. До прогулки Чайлз имел только 5 % голосов избирателей; после неё получил широкое позитивное признание.
Tallahassee Democrat правильно предсказал, что «изнывающие от скуки ноги и удобные походные ботинки» Чайлза будут нести 40-летнего «адвоката» с «мальчишеским дружелюбием» к победе. Резко контрастировала одна ночь в Майами, когда Чайлз устроил пикник с жареной курицей, а республиканцы устроили званый обед с дресс-кодом и 1000 долларами за порцию
Крамер не мог состязаться с Чайлзом в публичных выступлениях. Наблюдатель описал «харизму» Крамера как «речь в записи конгресса». Помощник Крамера сказал, что было трудно «продавать опыт. Это не сексуально». В своей рекламе Чайлз призывал избирателей «Голосовать за самих себя. Чайлз ходил по нашим улицам и шоссе, чтобы услышать, что вы можете сказать. Вот почему голосовать за Чайлза то же самое, что голосовать за самого себя».
Крамер сказал, что он должен был потребовать больше дебатов и разбить тактику прогулок: «Я никогда не мог достичь этого поворота. Он шёл, а я бежал. Но пресса была влюблена в его прогулки… Каждый раз, когда ему задавали вопрос где он находится, он постоянно цитировал кого-то, кого он встретил по дороге, что он должен сделать когда попадет в Сенат».
С национальной проблемой в экологии в 1970 году Чайлз объявил о своей оппозиции по отношению к пересекающему флоридскому баржевому каналу, проект который первоначально был поддержан всеми членами Конгресса Флориды. Проект, завершённый на одну треть, был отменён в начале 1971 года и в настоящее время защищён коридором зелёных насаждений. Чайлз одобрил федеральное финансирование для удаления отходов из разводников озера Апопка в центральной Флориде. В противоположность этому, Крамер получил небольшое доверие от экологов, хотя он и подготовил Закон о контроле над загрязнением воды 1956 года и поддерживал законодательство, чтобы защитить аллигаторов, остановить эрозию пляжей, драги гаваней, а также удалить разливы нефти. Вместо этого, Крамера критиковали за его ослабленные законы, направленные против загрязнения окружающей среды. Крамер ставил под сомнение оппозицию Чайлза по предлагаемому налогу на добычу фосфатных полезных ископаемых, которые особенно повлияли на Тампа-Бэй. Крамер заявил, что «Либеральный Лотон защитил фосфатную промышленность — единственного крупного мирового загрязнителя в штате».
К 1974 году опрос показал благоприятное отношение флоридцев на ограничение разработок и 60 % призывающих к государственному финансированию охраны природы.
Только три газеты в Орландо, Форт-Майерсе и округе Паско поддерживали Крамера в гонке против Чайлза. В свете средств массовой оппозиции Крамер не смог приколоть ярлык «либеральный» на Чайлза, который называл себя редким гибридным термином «прогрессивный консерватор».
Чайлз отмечал, что Крамер ожидал столкнуться бывшим губернатором Фаррисом Брайантом, который, как и Лерой Коллинз в 1968 году, противник Герни, имел связи с администрацией президента США Линдона Джонсона. «Я не думал, что Крамер будет работать против него. Таким образом ему приходится врать обо мне» сказал Чайлз. Чайлз сказал, что «Крамер может привести Никсона, Агню, Рейгана и кого ещё он хочет… Я привлеку Голландию на свою сторону против них всех».
Крамер сказал что большинство на стороне республиканцев в сенате приведёт к удалению спорного сенатора Джеймса Фулбрайта штат Арканзас, председателя Комитета Сената США по международным отношениям, которые уже давно против войны во Вьетнаме. Чайлз, однако, возразил, что если Сенат будет под контролем республиканцев, южные демократы лишатся председательства в комитете полученное их старшинством.

## Сенат
Чайлз дважды избирался в Сенат США — в 1976 и 1982 годах. Чайлз, никогда не кричащий, считался сдержанным законодателем, который редко "волны"мутит воду. Он занимал пост председателя Специального комитета Сената США по проблемам пожилых людей 96-го конгресса (1979—1981), а в 100-конгрессе (1987—1989) занимал пост Председателя Комитета Сената США по бюджету. Возглавляя Комитет по бюджету, он играл ключевую роль в пересмотре Закон Грэмма — Рудмана — Холлингса 1987 года.
В 1985 году Чайлзу сделали коронарное шунтирование. В декабре 1987 года было объявлено, что он не будет добиваться переизбрания в следующем году. Чайлз сделал своим преемником республиканца Конни Мака.

## Губернатор Флориды
После операции у Чайлза развилась клиническая депресси, и он принимал флуоксетин. Он ушел из Сената в 1989 году и намеревался полностью уйти из политики, тем не менее, несколько сторонников убедили его участвовать в выборах 1990 года на пост губернатора Флориды против действующего республиканца Роберта Мартинеса. В хоед предвыборной кампании Демократической партии его соперник Билл Нельсон пытался сделать упор на возрасте и состоянии здоровья Чайлза, стратегия, которая имела неприятные последствия в штате с большим количеством пенсионеров среди населения.
Чайлз провел кампанию по «созданию новой версии» правительства штата и победил Мартинеса, вступив в должность в 1991 году. Во время своего первого срока на посту губернатора Чайлзу удалось сделать очень мало. Несмотря на то, что он разработал амбициозные реформы медико-санитарной помощи и налогов, ни один из них не принят в законодательном органе штата. Первые годы его пребывания были потревожены национальной экономической рецессии, сильно повредившей туризм, основу экономики Флориды, и ураганом Эндрю, который разрушилХомстед в августе 1992 года.
Чайлз участвовал в следующих выборах за переизбрание в 1994 году против Джеба Буша. Кандидат-республиканец Буш провёл телевизионную рекламу, которая показала мать девочки-подростка, которая была похищена и убита много лет назад. Мать заявила, что «Её убийца до сих пор в камере смертников, и мы всё ещё ждём справедливости. Мы не получим его от Лотона Чайлза, потому что он слишком либерален в отношении преступности», ссылаясь на то, что Чайлз не подписал смертный приговор осуждённому убийце. Чайлз, в то время губернатор, ответил, что он не подпишет смертный приговор, поскольку дело все ещё находится в процедуре обжалования. Кроме того, после неудавшейся казни электротоком Педро Медина в 1997 году, и, несмотря на значительное публичную критику, Чайлз отказался одобрить применение смертельной инъекции в качестве законной формы исполнения наказания. Новый метод был введён при руководстве Буша в 1999 году после казни Аллена Ли Дэвиса.
Второй срок Чайлза на посту губернатора известен как первый в истории губернатор-демократ с законодательным органом под контролем Республиканской партии. Несмотря на это, он имел некоторые успехи, в том числе успешный судебный процесс по его и генерального прокурора штата Боб Баттерворта иску, поданного против табачной промышленности, в результате чего выиграно 11,3 млрд долларов США для штата. Он также получил одобрение для школьной программы штата по строительству в размере 2,7 млрд долларов США. В 1995 году Чайлз проходил лечение неврологической проблемы, после того, как он проснулся с тошнотой, невнятной речью и потерей координации. Он полностью выздоровел.

## Смерть
Считая неподходящим участвовать в выборах в третий раз, Чайлз поддержал вице-губернатора Кеннета Маккея в предвыборной гонке 1998 года на должность губернатора Флориды против Джеба Буша. Однако Буш одержал легкую победу над Маккеем. 12 декабря того же года, всего за три недели до его долгожданного выхода на пенсию, у Чайлза случился смертельный сердечный приступ во время тренировки на велотренажёре в спортзале особняка резиденции губернатора.
Похоронные услуги были проведены в Церкви Пресвитерианской Веры в Таллахасси, после похоронной процессии, которая прошла часть его прогулки кампании выборов 1970 года от Сенчури в Таллахасси. Чайлз первоначально был похоронен на кладбище церкви в Таллахасси; тем не менее, в течение года его жена перевезла тело на 200 акров по тракту в 15 милях к востоку от Таллахасси, место они назвали Jubilee. Его обязанности исполнял Маккей, пока не начался срок Буша 5 января 1999 года.

## Хронология и результаты выборов
Праймериз Демократической партии в Сенат штата Флорида, 1970 год
- C. Фэррис Брайант[англ.] — 240 222 (32,90 %);
- Лотон Чайлз — 188 300 (25,79 %)
- Фред Шульц — 175 745 (24,07 %)
- Элси Гастингс[англ.] — 91 948 (12,59 %)
- Джоэл Дэйвз — 33 939 (4,65 %)

Решающее голосование Демократической партии в Сенат штата Флорида, 1970
- Лотон Чайлз — 474 420 (65,74 %)
- C. Фэррис Брайант — 247 211 (34,26 %)

Выборы в Сенат штата Флорида (1970)
- Лотон Чайлз (Демократическая партия) — 902 438 (53,87 %)
- Уильям К. Крамер (Республиканская партия) — 772 817 (46,13 %)

Выборы в Сенат штата Флорида (1976)'
- Чайлз Лотон (Демократическая партия) — 1 799 518 (62,98 %)
- Джон Гарди (Республиканская партия) — 1 057 886 (37,02 %)

Выборы в Сенат штата Флорида (1982)
- Лотон Чайлз (Демократическая партия) — 1 637 667 (61,72 %)
- Ван Б. Пул[англ.] (Республиканская партия) — 1 015 330 (38,27 %)

Праймериз Демократической партии на должность Губернатора Флориды, 1990
- Лотон Чайлз — 746 325 (69,49 %)
- Билл Нельсон — 327 731 (30,51 %)

Выборы Губернатора Флориды (1990)
- Лотон Чайлз/Кеннет Маккей (Демократическая партия) — 1 995 206 (56,51 %)
- Роберт Мартинес /Дж. Эллисон ДеФур (Республиканская партия) — 1 535 068 (43,48 %)

Праймериз Демократической партии на должность Губернатора Флориды, 1994
- Лотон Чайлз — 603 657 (72,17 %)
- Джек Гардан[англ.] — 232 757 (27,83 %)

Выборы губернатора Флориды (1994)
- Лотон Чайлз/Кеннет Маккей — 2 135 008 (50,75 %)
- Джеб Буш/Том Фини[англ.]* — 2 071 068 (49,23 %)

## Наследие

### Законодательные и исполнительные программы
На протяжении всей карьеры Чайлз был известен как защитник здравоохранения и прав детей. Он акцентировал внимание на необходимости медицинской страховки для незастрахованных и возглавил кампанию по созданию Национальной комиссии по предупреждению детской смертности в конце 1980-х годов. В 1994 году он боролся за создание региональных объединений в области здравоохранения по всему штату, которые позволяли малым предприятиям направлять свои деньги на здравоохранение и расширить охват, экономя деньги. Он также создал Департамент Флориды по делам пожилых людей.
В 1992 году Чайлз создал программу «Здоровое начало для Флориды» (англ. Florida Healthy Start) для обеспечения всесторонний дородовой и младенческой программы по уходу, доступной для беременных женщин и детей по всему штату; с момента создания программы уровень младенческой смертности в штате снизился на 18 %. В 1996 году Чайлз создал Губернаторскую комиссию по образованию для изучения состояния школьной системы. Одна из важных рекомендаций, которые поступили от комиссии в итоге привела к весьма спорной поправке 2002 года в Конституции штата Флорида, ограничивающей размеры классов в школах Флориды.
В 1997 году пропагандистская группа Выберите жизнь собрали 10 000 подписей и оплатила сбор в размере 30 000 долларов США, требуемый по законодательству штата в то время, для подачи заявления на получение новой разновидности автомобильной таблички с регистрационным номером. Сенатор штата Том Ли поддержал данный законопроект, и он был принят в обеих палатах Законодательного собрания штата Флорида в начале 1998 года; Чайлз наложил на него вето: он заявил, что номерные знаки не являются «местом для дебатов» в политических вопросах.

## Родственники
Племянница Чалза, бывший сенатор Северной Каролины Кей Хейган, демократ, избранная в 2008 году. Хейган — дочь сестры Чайлза Жаннет. Сын Чайлза «Бад» Чайлз баллотировался на должность губернатора Флориды как независимый кандидат. Подражая отцу, Бад совершил пешую прогулку по штату, слушая и посещая местные сообщества во Флориде. 2 сентября 2010 года Чайлз выбыл из гонки с комментарием "продолжение этого пути будет иметь непредсказуемые последствия, разделяя тех, кто придерживается общих целей … " Чайлз высказался в поддержку другого кандидата, Алекса Синка.

## Комментарии
1. ↑  Возможно игра слов, с англ. Walk-in — лёгкая победа на выборах